# Angélique, 2. Teil
Angélique, 2. Teil (Originaltitel: Merveilleuse Angélique) ist ein Spielfilm aus dem Jahr 1965 unter der Regie von Bernard Borderie. Die Handlung richtet sich nach der Romanvorlage Angélique von Anne Golon. Der Film ist die Fortsetzung des ersten Teils Angélique.

## Handlung
Angélique findet nach der Hinrichtung ihres Ehemanns, Jeoffrey de Peyrac, Unterschlupf bei Gaunern am „Hof der Wunder“. Es stellt sich heraus, dass der Bandenführer Calembredaine ihr Freund Nicolas aus ihrer Kindheit ist. Durch seine Hilfe findet Angélique ihre beiden Söhne wieder, die ihr nach der Verhaftung des Grafen Peyrac genommen wurden. Nach einem Kampf zweier konkurrierender Gaunerbanden wird Calembredaine erschossen, Angélique wird verhaftet und ins Châtelet gebracht. Dort bittet sie den Capitaine, sie gehen zu lassen, um ihre Kinder aus der Gewalt der Gauner zu retten. Sie verspricht ihm, wieder zu kommen und mit ihm die Nacht zu verbringen, worauf dieser einwilligt. Angélique gelingt es, ihre Kinder aus den Fängen des Großen Coësre zu befreien. Sie bringt sie zu Barbe, die solange aufpassen soll, bis Angélique ihre Schuld beim Capitaine des Châtelet bezahlt hat. Im Châtelet versucht der Capitaine sie zu küssen, aber Angélique wehrt sich und kann fliehen.
Barbe arbeitet in einem heruntergekommenen Gasthof, in dem Angélique und ihre Kinder Unterschlupf finden. Bald kann sie den Eigentümer Maître Bourjus davon überzeugen, den Gasthof zu renovieren. Unter dem neuen Namen Die rote Maske wird der Gasthof bald zum Erfolg und zieht auch  höhergestellte Gäste an. Eines Tages trifft Angélique dort ihren alten Feind, Monsieur, den Bruder des Königs, begleitet von seinen Adligen. Die adelige Truppe zündet in Alkohollaune den Gasthof an und Angélique schwört Rache. Mit Hilfe des Schmutzpoeten verfasst sie Pamphlete, die in Paris verteilt werden und nach und nach die adeligen Brandstifter preisgeben. Daraufhin sendet der König seinen besten Polizisten zu ihr, Desgrez, den ehemaligen Rechtsanwalt von Jeoffrey de Peyrac. Der verspricht ihr eine Lizenz, um in Paris Schokolade ausschenken zu können und 50.000 Livres als Entschädigung für den Verlust des Gasthofs unter der Bedingung, dass der Schmutzpoet das Verteilen der Pamphlete einstellt. So soll der Name des Bruders des Königs in dieser Affäre nicht an die Öffentlichkeit kommen.
In ihrem neuen Lokal  trifft Angélique wieder auf ihren Cousin Philippe de Plessis-Bellières. Sie haben eine Affäre, aber Angelique will, dass er sie heiratet. Deshalb erpresst sie ihn mit einem alten Geheimnis, in das auch der Vater von Philippe und mehrere Aristokraten verwickelt waren. Angélique war in ihrer Jugend Zeugin eines Komplotts des Prinzen Condé gegen den König geworden, der vergiftet werden sollte. Angélique hatte damals das Giftfläschchen versteckt. Schließlich sieht sich Philippe gezwungen, sie zu heiraten, und führt seine Frau am Hof von Versailles ein.

## Hintergrund
Angélique, 2. Teil wurde in französisch-deutsch-italienischer Koproduktion von Compagnie Industrielle et Commerciale Cinématographique (CICC), Gloria-Film GmbH, Fono Roma, Franco London Films, Francos Films und Liber Film hergestellt. Die Kostüme wurden von Rosine Delamare, das Szenenbild von René Moulaert entworfen.
Die Uraufführung fand in Frankreich am 28. April 1965 statt, in Deutschland kam der Film am 30. Juli 1965 in die Kinos.
Nach einer Veröffentlichung auf VHS-Video sind die Filme der Angélique-Reihe seit 2007 in der französischen Originalversion und seit 2012 auch in einer fünfteiligen DVD/Blu-Ray-Box auf Deutsch erhältlich.
2013 entstand unter dem Titel Angélique eine Neuverfilmung, die auf den ersten vier Bänden der Neuveröffentlichung von 2008 basiert.

## Kritiken
„Draller Kostümschund. Anfang der 60er ein Dauerbrenner, heute gerade mal Lückenfüller.“

„Glatteste Kolportage, nur auf schöne und effektvolle Bilder ausgerichtet. Für Jugendliche wegen vieler Brutalitäten ungeeignet und für Erwachsene ohne jede Empfehlung.“

## Auszeichnungen
- 1967: Goldene Leinwand